# Auber 93/2008
Bigmat-Auber 93 is een Franse wielerploeg, die sinds 1994 bestaat. Auber 93 is een Continental Team en komt uit in de continentale circuits van de UCI. Deze pagina geeft een overzicht van de Auber 93 wielerploeg in  2008, en de prestaties van deze Franse wielerformatie in het internationale wielerseizoen 2008.

## Renners
| Naam              | Geboortedatum | Nationaliteit | Ploeg 2007 |
| ----------------- | ------------- | ------------- | ---------- |
| Niels Brouzes     | 03-02-1981    | Frankrijk     |            |
| Steve Chainel     | 06-09-1983    | Frankrijk     |            |
| Morgan Chedhomme  | 22-08-1985    | Frankrijk     | Neo        |
| Christophe Diguet | 08-05-1978    | Frankrijk     |            |
| Jéremie Galland   | 08-04-1983    | Frankrijk     |            |
| Tony Gallopin     | 24-05-1988    | Frankrijk     |            |
| Arnold Jeannesson | 15-01-1986    | Frankrijk     |            |
| Jean Mespoulède   | 31-10-1980    | Frankrijk     |            |
| Florian Morizot   | 10-05-1985    | Frankrijk     |            |
| Jonathan Thiré    | 19-04-1986    | Frankrijk     | Neo        |

## Belangrijke overwinningen en uitslagen
| - Omloop van Lotharingen 4e etappe: Steve Chainel Eindklassement: Steve Chainel - Ronde van de Toekomst 8e etappe: Arnold Jeannesson - Ronde van Poitou en Charentes 4e etappe: Florian Morizot - Parijs-Tours (voor beloften) Winnaar: Tony Gallopin - GP Niederanven Winnaar: Steve Chainel |

1994 · 1995 · 1996 · 1997 · 1998 · 1999 · 2000 · 2001 · 2002 · 2003 · 2004 · 2005 · 2006 · 2007 · 2008 · 2009 · 2010 · 2011 · 2012 · 2013 · 2014 · 2015 · 2016